# Одіна (Каргапольський район)
О́діна (рос. Одина) — присілок у складі Каргапольського району Курганської області, Росія. Входить до складу Журавльовської сільської ради.
Населення — 159 осіб (2010, 205 у 2002).
Національний склад населення станом на 2002 рік: росіяни — 82 %.